# Amstel (cerveza)
Amstel es una marca de cerveza fundada en 1870. Desde 1968 es propiedad del grupo neerlandés Heineken International.

## Historia
La cervecera Amstel se fundó en Ámsterdam en 1870, bajo el nombre de Beiersche Bierbrouwerij de Amstel (en español, Cervecería del Ámstel) por Charles Antoine de Pesters (1842-1915), Johannes Hendrikus van Marwijk Kooy (1847-1916) y Willem Eduard Uhlenbroek (1839-1880). La empresa debe su nombre al río Ámstel. En 1883 comenzó a exportarse a Gran Bretaña e Indonesia.
En 1926 era la primera cerveza en producir una variedad light, y en 1937 la primera marca en lanzar el primer barril de cerveza portátil.
La empresa fue adquirida en 1968 por Heineken y la fábrica de Amstel del barrio de Mauritskade, en Ámsterdam, fue demolida en 1982, quedando solamente la oficina gestora, edificada en 1930 y que hoy es usada como facultad académica. No obstante, Heineken mantuvo la marca Amstel, que hoy es comercializada internacionalmente.
Amstel también ha lanzado al mercado varias gamas, como Amstel Lager, Amstel Light y la original y más consumida, Amstel 1870. A partir de 2010, ha ido elaborando nuevos modelos de cerveza como: Clásica, Extra (7.5º), Oro (tostada), Radler (con zumo de limón) y Malta.[cita requerida]

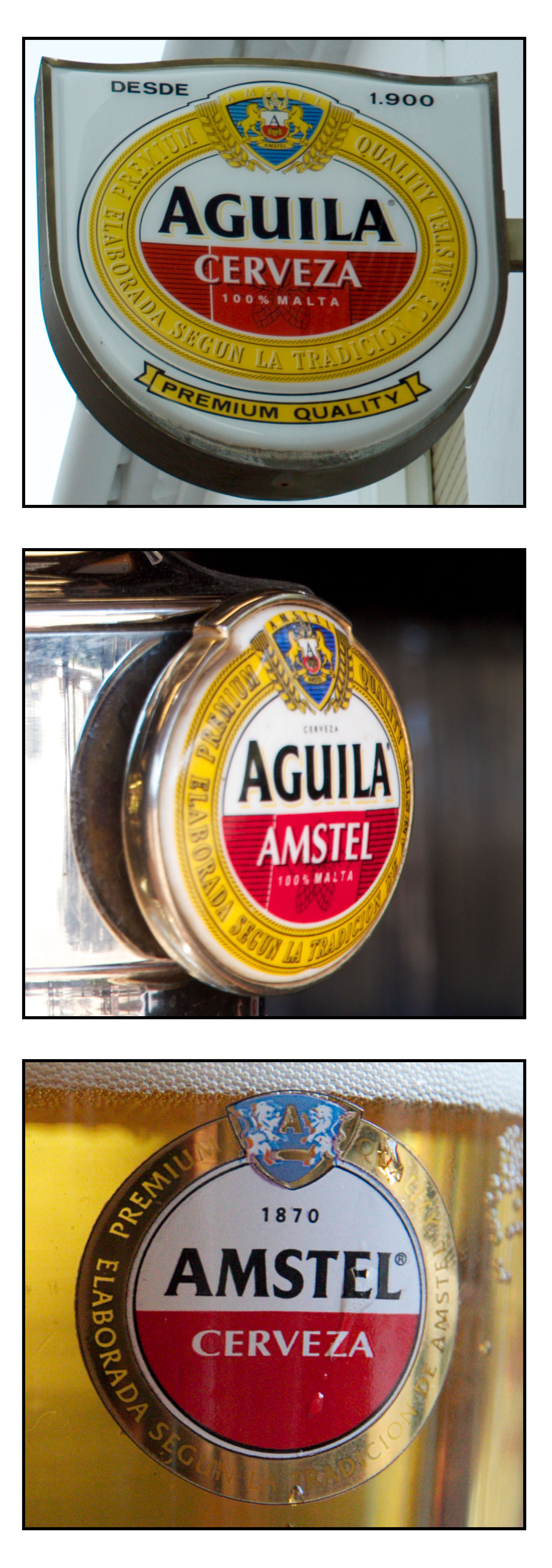
Logotipos de Amstel.

## Cerveza El Águila
En 1900 se funda en Madrid la cervecera El Águila, que durante todo el siglo XX tuvo cierto éxito comercial con cervezas como Águila Dorada, Águila Imperial, Buckler, entre otras. En 1984 El Águila fue adquirida por Heineken International, que tomó la decisión de que la marca Águila, de exclusiva difusión en España, fuera siendo sustituida por la marca Amstel, fundada en Países Bajos, pero que había adquirido un carácter internacional. El cambio fue gradual a lo largo de la década de 1990: primero el logo de Águila cambió para ser semejante al de Ámstel, luego, en 1992 pasó a rotularse con el nombre Águila Amstel y, finalmente, pasó a llamarse Amstel.
Actualmente, Amstel se encuentra presente en países como Surinam, Brasil, Perú, Argentina, Ecuador, México, Jordania, las Antillas Neerlandesas, Curazao, Puerto Rico y Grecia, a los que exporta cerca de 100.000 hectolitros de cerveza. A su vez, es patrocinador de competiciones deportivas como la Amstel Gold Race, la Amstel Curaçao Race y de torneos de fútbol como la Copa Libertadores de América, la UEFA Europa League, la Amstel Cup y la Eredivisie. También ha patrocinado la Semana Grande de Bilbao (Aste Nagusia, en vasco) y las Fallas de Valencia.

## Receta
Amstel 100% malta es originaria de Ámsterdam. Su receta, hecha únicamente con ingredientes naturales, se mantiene intacta desde 1870.[cita requerida]

## Gama
- Amstel 100% Malta.
- Amstel Clásica.
- Amstel 0,0
- Amstel Radler.
- Amstel Oro.
- Amstel Extra.
- Amstel Ultra Light.